# جان كلوزيل
جان كلوزيل (بالفرنسية: Jean Cluzel)‏ (ولد في 18 نوفمبر 1923 في مولينز، ألير) سياسي فرنسي إشتهر في فترة الثمانينات لتقاريره عن وسائل الإعلام السمعي البصري. وهو عضو سابق في مجلس الشيوخ،  وهو عضو في أكاديمية العلوم الأخلاقية والسياسية الفرنسية.